# Yoann Djidonou
Yoann Djidonou (Domont, 17 maggio 1986) è un calciatore beninese, portiere del Romorantin.

## Carriera

### Club
Attualmente gioca nel Mulhouse, squadra militante nella CFA (la quarta divisione francese).

### Nazionale
Nel 2005 ha partecipato ai Mondiali Under-20.
Djidonou con la propria nazionale ha partecipato sia alla Coppa delle nazioni africane 2008 sia alla Coppa delle nazioni africane 2010.